# Gloeopeziza
Gloeopeziza — рід грибів родини Helotiaceae. Назва вперше опублікована 1891 року.